# Duroniella afghana
Duroniella afghana är en insektsart som beskrevs av Oleg V. Shumakov 1956. Duroniella afghana ingår i släktet Duroniella och familjen gräshoppor. Inga underarter finns listade i Catalogue of Life.